# Bojana Vulić
Bojana Vulić (in serbo Бојана Вулић?; Belgrado, 28 maggio 1984) è un'ex cestista serba.

## Carriera
Con la Serbia ha disputato i Campionati europei del 2013.